# Новомалиновка (Днепропетровская область)
Новомалиновка (укр. Новомалинівка) — село,
Новомалиновский сельский совет,
Широковский район,
Днепропетровская область,
Украина.
Код КОАТУУ — 1225886607. Население по переписи 2001 года составляло 409 человек .
Является административным центром Новомалиновского сельского совета, в который, кроме того, входят сёла
Червоное,
Демьяновка,
Зелёный Став,
Казанковка,
Мирное,
Малиновка,
Александрия,
Полтавка,
Плугатарь,
Широкая Долина,
Яблоновка и
Авдотьевка.

## Географическое положение
Село Новомалиновка находится в 1,5 км от сёл Казанковка, Цветково и Зелёный Став.
По селу протекает пересыхающий ручей с запрудой.
Рядом проходит железная дорога, станция Ингулец в 5-и км.

## История
- 2002 — село Новомалиновка стала административным центром сельского совета.

## Экономика
- КП «Новое».
- ООО «Агрофирма Украина».

## Объекты социальной сферы
- Фельдшерский пункт.
- Дом культуры.

## Известные люди
- Дудниченко Виктор Маркович (1923) — Герой Советского Союза, родился в селе Новомалиновка.